# Bürgermeisterhaus (Essen-Werden)

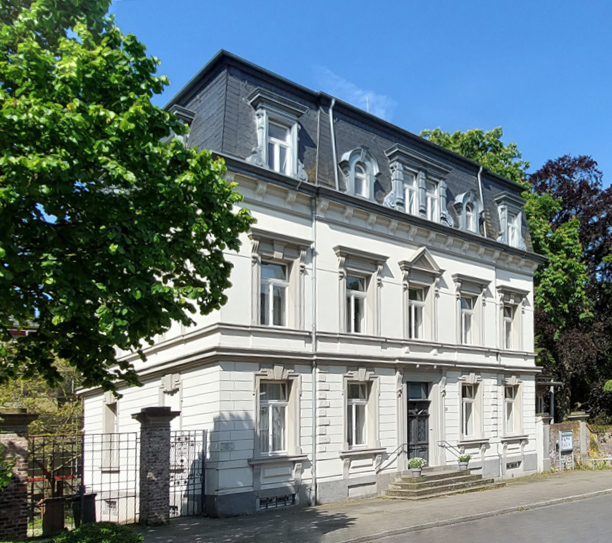
Das Bürgermeisterhaus Essen-Werden

Das Bürgermeisterhaus ist eine denkmalgeschützte klassizistische Villa im Essener Stadtteil Werden, die heute als Kulturzentrum genutzt wird.

## Geschichte
Das Gebäude wurde 1833 durch den Industriellen F. Vogelsang errichtet und ab 1895 von der Werdener Tuchfabrikantenfamilie Feulgen als Wohnhaus genutzt. Nach Firmenschließung 1920 bis 1929 diente es dem letzten Bürgermeister der Bürgermeisterei Werden, Joseph Breuer, als Wohnhaus. Er wohnte hier auch nach Amtsverlust durch die Eingemeindung zur Stadt Essen 1929 weiter bis zu seinem Tod 1953. Danach verfiel das Haus zusehends und konnte nur durch privates Engagement Anfang der 1980er Jahre vor dem Abriss gerettet werden. 1985 wurde der Verein „Freunde des Bürgermeisterhauses e.V.“ gegründet, der seitdem das von ihm angemietete Haus als Kulturzentrum führt und sämtliche Veranstaltungen organisiert.

## Bauweise, Erscheinungsbild
Es handelt sich um eine Villa mit zwei Geschossen, die mit einem Mansarddach abgeschlossen sind. Die Bauweise entspricht dem Historismus. Sie besitzt eine Putzfassade mit fünf Gebäudeachsen. Des Weiteren gibt es aufwändig gestaltete Fenster- und Türüberdachungen. Die Stadt Essen stufte das Gebäude im Jahr 1986 als erhaltenswürdig ein und stellte es unter Denkmalschutz. Die Stadtverwaltung begründet das mit: „[...] künstlerische, städtebauliche und wissenschaftliche insbesondere architekturhistorische Gründe, da das Gebäude gestalterische Qualitäten aufweist und ein Anschauungsobjekt für die Forschungstätigkeit der Wissenschaft darstellt.“

## Aktuelle Situation, Aktivitäten
Heute ist das Haus im Besitz der Sparkasse Essen, die es 2004 – den kulturellen Anforderungen entsprechend – grundlegend restaurierte und umbaute und dem Verein zur weiteren Nutzung zur Verfügung stellte.
Neben Auftritten von Künstlern aus der ganzen Welt liegt das Hauptaugenmerk auf der Förderung junger Talente.

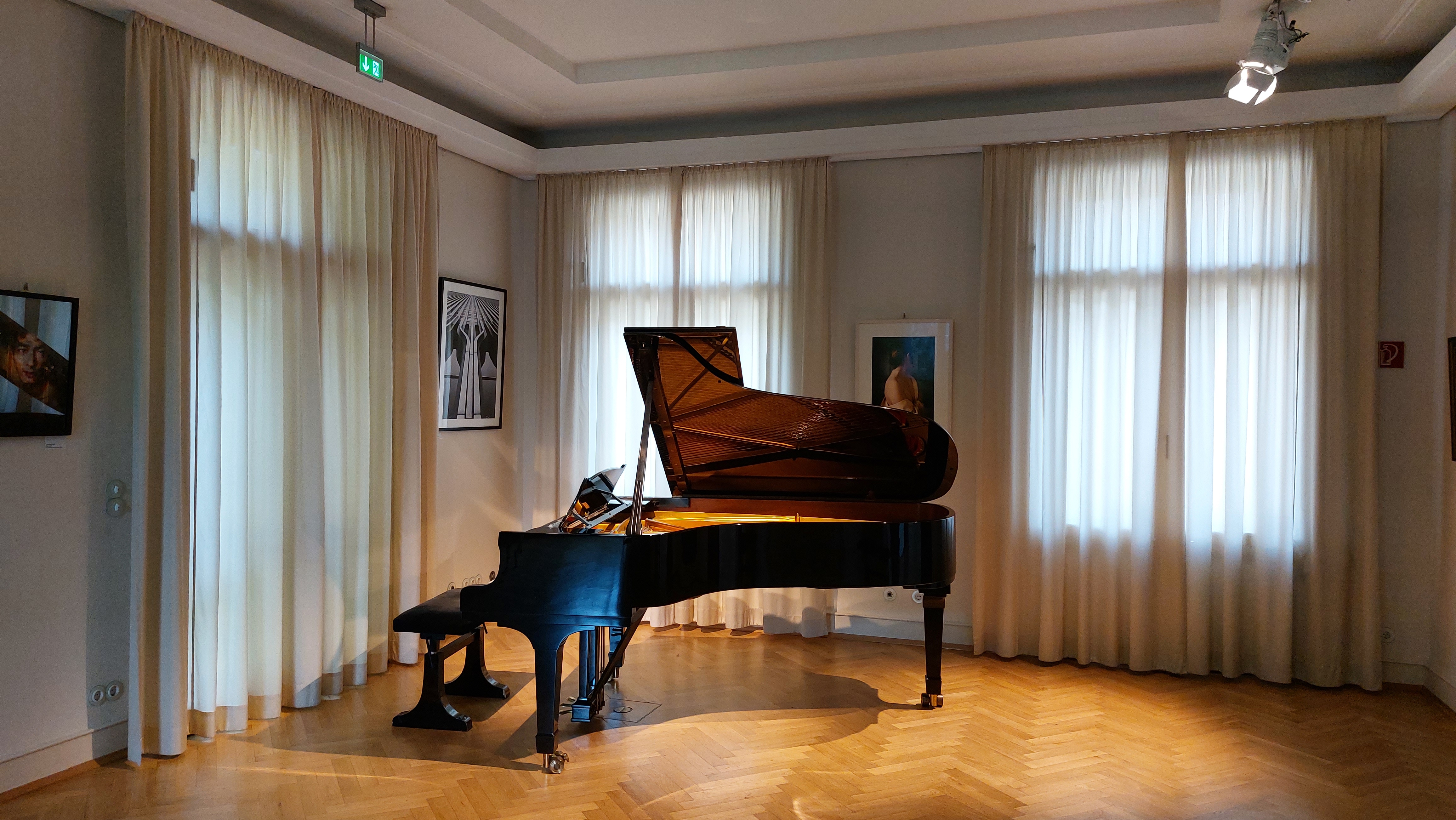
Bühnenbereich mit Steinway B-Flügel

Es werden Veranstaltungen angeboten aus den Bereichen Klassik (Klavier- und Kammermusik), Jazz und Musical, Improvisations-Konzerte, Neue Musik, Chanson, Tango und Klezmer. Literatur- und Autorenlesungen sowie Vorträge zu unterschiedlichen Themen ergänzen das Angebot. Ebenso finden regelmäßig Workshops und Seminare statt, vorwiegend aus dem Bereich der musikalischen Fortbildung, so seit 2021 das Cello-Forum „La Cellissima“ mit der Cellistin Maria Kliegel.
Das Bürgermeisterhaus ist Kooperationspartner der nahen Folkwang Universität der Künste und des Deutsch-Französischen Kulturzentrums Essen.